# Ixodes browningi
Ixodes browningi este o specie de căpușe din genul Ixodes, familia Ixodidae, descrisă de Joseph Charles Arthur în anul 1956. Conform Catalogue of Life specia Ixodes browningi nu are subspecii cunoscute.